# Der neue heiße Report: Was Männer nicht für möglich halten
Der neue heiße Report: Was Männer nicht für möglich halten (auch bekannt als Was Männer nicht für möglich halten oder als Maßlose Teenager) ist ein deutscher Film des Regisseurs Ernst Hofbauer aus dem Jahr 1971. Er ist eine Variante der erfolgreicheren Filmreihe Schulmädchen-Report (siehe Report-Film).

## Handlung
In elf Episoden erzählt dieser Film über das traurige Leben von Ehefrauen, die sich, gelangweilt von ihrem Ehepartner, in aufregende sexuelle Abenteuer eintauchen. Diese Frauen begehen Ehebrüche mit Männern verschiedenster Berufe, darunter Masseure, Postboten, Studenten und Bierfahrern. Alle diese Geschichten werden von Straßeninterviews zum Thema begleitet (im Stile angeblicher Reportagen).

## Trivia
Das Hauptplakat des Films zeigt die Schauspielerin Elke Boltenhagen, die versucht, einen Postboten zu verführen. Die Schauspielerin erscheint jedoch nicht im Film.

## Kritik
„Hausfrauen betrügen ihre Ehemänner tagsüber mit Postboten, Bierfahrern und Masseuren. Sich authentisch gebender Report zum Thema ‚grüne Witwen‘; nicht mehr als ein zynisch-verlogener Sexfilm“